# فرودگاه شهری تروت ار کانسیکوئنسز
فرودگاه شهری تروت ار کانسیکوئنسز (به انگلیسی: Truth or Consequences Municipal Airport) یک فرودگاه همگانی با کد یاتا TCS است که یک باند فرود آسفالت دارد و طول باند آن ۲۱۹۵ متر است. این فرودگاه در کشور ایالات متحده آمریکا قرار دارد و در ارتفاع ۱۴۷۹ متری از سطح دریا واقع شده است.